# Episodi di Isabel (terza stagione)
La terza stagione della serie televisiva Isabel, composta da 13 episodi, è stata trasmessa in prima visione in Spagna da La 1 dall'8 settembre al 1º dicembre 2014.
In Italia, gli episodi sono stati trasmessi da Rai Premium dal 23 gennaio al 20 marzo 2019, presentati come parte della seconda stagione. La RAI infatti ha suddiviso la serie in due sole stagioni di 13 episodi ciascuna, non coincidenti con le stagioni originali, con un rimontaggio che accorpa gli episodi originali (due episodi della versione italiana corrispondono a tre episodi della serie originale). Nonostante questo, l'edizione italiana ha parzialmente mantenuto la sequenza originale dei titoli, che risultano quindi sfalsati rispetto agli episodi originali.
| n° | Titolo originale                   | Prima TV Spagna   | n° Italia | Titolo italiano                    | Prima TV Italia  |
| -- | ---------------------------------- | ----------------- | --------- | ---------------------------------- | ---------------- |
| 1  | La fragilidad del reino            | 8 settembre 2014  | 5         | La fragilità del regno             | 23 gennaio 2019  |
| 2  | Gobernar con mano dura             | 15 settembre 2014 | 6         | Regnare con una mano forte         | 30 gennaio 2019  |
| 3  | Nacidos para gobernar              | 22 settembre 2014 | 6         | Regnare con una mano forte         | 30 gennaio 2019  |
|    |                                    |                   | 7         | Attrazione fatale                  | 6 febbraio 2019  |
| 4  | Atracción fatal                    | 29 settembre 2014 | 7         | Attrazione fatale                  | 6 febbraio 2019  |
|    |                                    |                   | 7         | Attrazione fatale                  | 6 febbraio 2019  |
| 5  | El drama llega a la corte          | 6 ottobre 2014    | 8         | Il dramma raggiunge la corte       | 13 febbraio 2019 |
| 6  | Reina de toda la península         | 13 ottobre 2014   | 8         | Il dramma raggiunge la corte       | 13 febbraio 2019 |
|    |                                    |                   | 9         | Muore la principessa delle Asturie | 20 febbraio 2019 |
| 7  | Muere la Princesa de Asturias      | 20 ottobre 2014   | 9         | Muore la principessa delle Asturie | 20 febbraio 2019 |
|    |                                    |                   | 9         | Muore la principessa delle Asturie | 20 febbraio 2019 |
| 8  | A Isabel le supera la tragedia     | 27 ottobre 2014   | 10        | Isabel supera la tragedia          | 27 febbraio 2019 |
| 9  | Felipe y Juana llegan a sus reinos | 3 novembre 2014   | 10        | Isabel supera la tragedia          | 27 febbraio 2019 |
|    |                                    |                   | 11        | Isabel e Fernando o Juana e Felipe | 6 marzo 2019     |
| 10 | Isabel y Fernando o Juana y Felipe | 10 novembre 2014  | 11        | Isabel e Fernando o Juana e Felipe | 6 marzo 2019     |
|    |                                    |                   | 11        | Isabel e Fernando o Juana e Felipe | 6 marzo 2019     |
| 11 | La llamaban Juana la Loca          | 17 novembre 2014  | 12        | La chiamavano Giovanna la Pazza    | 13 marzo 2019    |
| 12 | ¿Conservarán el legado de Isabel?  | 24 novembre 2014  | 12        | La chiamavano Giovanna la Pazza    | 13 marzo 2019    |
|    |                                    |                   | 13        | La morte di Isabel                 | 20 marzo 2019    |
| 13 | La muerte de Isabel                | 1º dicembre 2014  | 13        | La morte di Isabel                 | 20 marzo 2019    |
|    |                                    |                   | 13        | La morte di Isabel                 | 20 marzo 2019    |